# Тронка

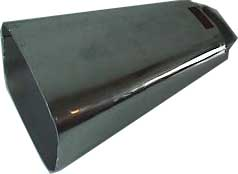
Тронка

Тро́нка (англ. cowbell чит. як ко́вбел чи ка́убел — «коров'ячий дзвін», італ. campanaccio) — ударний музичний інструмент з невизначеною висотою звуку з родини ідіофонів. У найпростішому варіанті це звичайна коров'яча або овеча тронка, яка має вигляд подовженого, трохи пласкуватого металевого розтруба з боталом усередині. Сучасна оркестрова тронка виготовляється з латуні. За формою вона така сама, але вже без ботала.
Грають на тронці паличкою від малого барабана. Використовують одну або кілька тронок, різних за відносною висотою звука, і записують на одній або кількох нитках (блоці ниток), умовно позначаючи відносну висоту як сопрано, альт, тенор, залежно від кількості інструментів.
Тронку також застосовують в ударних установках в різних напрямках популярної музики, зокрема ритм-енд-блюзі та хіп-хопі.